# Stary Majdan (gmina Wojsławice)
Stary Majdan – wieś w Polsce położona w województwie lubelskim, w powiecie chełmskim, w gminie Wojsławice.
W latach 1975–1998 miejscowość należała administracyjnie do województwa chełmskiego. 
Wieś jest sołectwem w gminie Wojsławice. Według Narodowego Spisu Powszechnego (III 2011 r.) wieś liczyła 157 mieszkańców i była ósmą co do liczby ludności miejscowością gminy.
Wierni Kościoła rzymskokatolickiego należą do parafii św. Michała Archanioła w Wojsławicach.

## Części wsi
| SIMC    | Nazwa          | Rodzaj    |
| ------- | -------------- | --------- |
| 0110190 | Budka          | część wsi |
| 0110208 | Góra Blachowa  | część wsi |
| 0110214 | Góra Łosiów    | część wsi |
| 0110220 | Góra Pudełkowa | część wsi |

## Stary Majdan w literaturze
W Starym Majdanie mają miejsce przygody Jakuba Wędrowycza, bimbrownika i egzorcysty amatora – postaci fikcyjnej, głównego bohatera serii ponad 60 opowiadań Andrzeja Pilipiuka.